# Fränz Hulten
Franz Ferdinand (Fränz) Hulten (Esch-sur-Alzette, 1941) is een Luxemburgs kunstschilder en tekenaar.

## Leven en werk
Fränz Hulten is een zoon van een meester-timmerman. Hij werkt vooral in acryl op doek of paneel, maar maakt ook nauwgezette (inkt)tekeningen. In zijn fantastisch, surrealistisch en licht constructivistisch werk komen vaak dieren voor.
Hulten is lid en voormalig penningmeester van de Cercle Artistique de Luxembourg (CAL) en lid van de Kunstverein LIMES. Hij neemt sinds 1963 deel aan de salons du CAL, daarnaast aan onder andere de Biennales de la Peinture et de la Sculpture des Jeunes in Esch (1964-1971). Hij won er een aanmoedigingsprijs (1967) en de 2e prijs der Biennale (1969). Op de Salon Art et couleur in Thionville won hij een gouden medaille (1976) en een medaille van het Minister voor Jeugdzaken (1977). Voor zijn deelname aan de Salon du CAL 1977 kreeg hij de Prix Grand-Duc Adolphe toegekend, die in maart 1978 werd uitgereikt op het groothertogelijk paleis door prinses Marie Astrid van Luxemburg. In 2006 behaalde hij de tweede plaats bij de Prix Limes. Hulten was ook lid van de Escher theatervereniging Liewensfro en maakte onder meer affiches voor de vereniging.
- Musée national d'archéologie, d'histoire et d'art: lkl004181